# Thelignya
Thelignya är ett släkte av svampar som beskrevs av Abramo Bartolommeo Massalongo. Thelignya ingår i familjen Lichinaceae, ordningen Lichinales, klassen Lichinomycetes, divisionen sporsäcksvampar och riket svampar.
Släktet innehåller bara arten Thelignya lignyota.